# Guêprei
Guêprei é uma comuna francesa na região administrativa da Normandia, no departamento Orne. Estende-se por uma área de 6,94 km². Em 2010 a comuna tinha 140 habitantes (densidade: 20,2 hab./km²).